# Isala
Isala là một chi nhện trong họ Thomisidae.